# Jeong Yeong-won
Jeong Yeong-won (kor. 정영원, * 10. Februar 1996) ist eine südkoreanische Tennisspielerin.

## Karriere
Jeong spielt bislang vorrangig Turniere der ITF Women’s World Tennis Tour, wo sie bisher drei Doppeltitel gewann.
Seit September 2022 spielte sie kein professionelles Tennisturnier, wodurch sie seit Ende 2022 nicht mehr in der Weltrangliste geführt wird.

## Turniersiege

### Doppel
| Nr. | Datum              | Turnier             | Kategorie   | Belag     | Partnerin     | Finalgegnerinnen                   | Ergebnis          |
| --- | ------------------ | ------------------- | ----------- | --------- | ------------- | ---------------------------------- | ----------------- |
| 1.  | 26. August 2018    | Gimcheon            | ITF $15.000 | Hartplatz | Park Sang-hee | Kim Se-hyun Ahn Yu-jin             | 2:6, 7:67, [10:8] |
| 2.  | 24. November 2019  | Scharm asch-Schaich | ITF W15     | Hartplatz | Lee Eun-hye   | Michaëlla Krajicek Valentina Ryser | ohne Spiel        |
| 3.  | 12. September 2021 | Monastir            | ITF W15     | Hartplatz | Choi Ji-hee   | Elena Milovanović Noelia Zeballos  | 6:4, 3:6, [10:5]  |